# 2D2 5400
Les 2D2 5400 sont des locomotives électriques commandées par l'État en 1935 et livrées de décembre 1936 à début 1938. Elles sont très voisines des E 503 à 537 du Paris-Orléans dont elles partagent la plupart des spécifications.
Circulant tout d'abord sur la ligne Paris-Le Mans, elles interviennent ensuite sur les lignes du Sud-Ouest à partir du milieu des années 1960 pour être radiées entre 1975 et 1978.

## Genèse de la série
En 1937, la ligne de chemin de fer de Paris au Mans est électrifiée en courant continu 1 500 V dans le cadre du plan Marquet. Pour concevoir les locomotives destinées à remorquer les rames de voyageurs à vitesse élevée, les dirigeants du chemin de fer de l'État profitent de l'expérience du PO avec les E 500 livrées à partir de 1933 et qui donnent satisfaction.
Ils passent commandent auprès des sociétés CEM (équipement électrique) et Fives-Lille (caisse et équipement mécanique) de 25 locomotives étroitement dérivées des E 500. Les deux derniers exemplaires, qui devaient être fabriqués par l'industrie allemande au titre des dommages de guerre 1914-1918, sont en définitive construits sur le modèle des 2D2 5000 du Midi, ce qui réduit la série à 23 unités.

## Description

### Caractéristiques techniques
Les 2D2 500, renumérotées par la SNCF dans la série des 2D2 5400 en 1950, reprennent à l'identique les caractéristiques électriques et mécaniques des machines du PO dont elles dérivent. Elles ne sont toutefois pas équipées du freinage par récupération, jugé inutile en raison du profil de la ligne qu'elles sont destinées à parcourir, ni du freinage rhéostatique. Les quatre moteurs sont entièrement suspendus et chacun d'entre eux est relié à un essieu par une transmission Buchli. Les moteurs peuvent être alimentés en série, en deux séries de deux moteurs en parallèle, ou totalement en parallèle.
Elles doivent leur ligne plus moderne, qui inspirera les concepteurs des 2D2 9100, à l'architecte industriel Henri Pacon. Il conçoit pour elles des faces frontales aérodynamiques, débarrassées des capots de leurs devancières, et pourvues d'un unique phare qui surmonte le sifflet, ce qui leur vaut le surnom de Cyclope. Cette particularité est due à l'admiration de Pacon pour l'esthétique de la GG1 du Pennsylvania Railroad. Henri Pacon modernise également les flancs de caisse avec quatre hublots qui éclairent les coursives intérieures. La disposition des équipements à l'intérieur de la caisse se fait toutefois au détriment de l'accessibilité à certains organes. À l'occasion des Grandes Révisions Générales des années 1962 à 1965, les locomotives reçoivent des faces frontales munies d'un éclairage unifié à deux feux et leur avertisseur est reporté en toiture.
Comme pour les 2D2 5500, leur vitesse est portée de 130  à   140 km/h par l'adoption de boîtes à rouleaux.
Malgré leurs qualités (puissance, fiabilité), l’exiguïté et l'inconfort de leurs cabines de conduite font qu'elles restent peu appréciées des conducteurs.

### Livrée
À la construction, les locomotives arborent une robe vert foncé rehaussée d'un filet jaune puis rouge en bas de la caisse tandis que les entourages des baies et les traverses de tamponnement sont peints en rouge. À l'occasion des grandes révisions générales, elles sont repeintes en vert-bleuté foncé et les faces frontales, profondément remaniées par la modification des feux et avertisseurs, sont pourvues d'une moustache en alliage poli qui intègre le macaron SNCF,.

## Carrière
Les locomotives sont toutes, au moment de leur mise en service, affectées au dépôt de Montrouge. Elles assurent, sur la ligne Paris-Le Mans (211 km), la traction des trains de voyageurs et de messageries. Les 2D2 515 et 522 sont fortement endommagées dans des bombardements au printemps 1944, au Mans pour la première et le 6 mars 1944 à Trappes pour la seconde ; il est décidé de reconstruire une locomotive unique à partir des deux épaves. Elle reprend du service en juillet 1947 sous le numéro 2D2 5415, la 522 étant radiée en 1945.
L'électrification du Mans à Laval et Rennes en 1965, en courant alternatif 25 kV 50 Hz, obligerait à changer de locomotive en gare du Mans, les 2D2 5400 ne pouvant poursuivre au-delà. Les nouvelles BB 25200 et BB 25500, bicourant, permettent de s'affranchir de cette difficulté. Les 2D2 5400, dès lors moins sollicitées sur les lignes de la région Ouest, sont redéployées entre 1965 et 1969 dans les dépôts de Paris-Sud-Ouest, Tours-Saint-Pierre et Bordeaux, où elles sont finalement regroupées en 1969. Elles circulent alors sur les lignes du Sud-Ouest où elles épaulent les 2D2 5500 en remplacement des 2D2 5000. Les révisions sont stoppées pour les 2D2 5400 en 1976, avec pour conséquence l'arrêt de ces locomotives au fur et à mesure de l'épuisement de leur parcours (environ 450 000 km depuis la dernière révision). Les engins cessent de circuler entre le 1er octobre 1975 pour la 2D2 5407 et le 1er octobre 1978 pour la 2D2 5418, ne remorquant plus à la fin que des rames de marchandises en trains facultatifs.
La 2D2 5401, tête de série mise en service le 1er février 1937, détient le record de kilomètres parcourus pour un engin de cette série avec 6 370 512 km ; elle cesse de circuler le 25 mars 1977. Aucune locomotive de cette série n'est préservée.

## Modélisme
Les 2D2 5400 ont été reproduites en HO par :
- RMA
- ApocopA, sous forme de transkit (caisse en résine à monter sur un châssis de son choix).
- Locoset Loisir (Artmetal LSL), sous forme de kit (laiton essentiellement) à monter.
- Jouef (2012).